# Colombiers-sur-Seulles
Colombiers-sur-Seulles è un comune francese di 167 abitanti situato nel dipartimento del Calvados nella regione della Normandia.

## Società

### Evoluzione demografica
Abitanti censiti